# Om icke vetekornet
Om icke vetekornet (originaltitel: A Grain of Wheat) är en roman av Ngũgĩ wa Thiong'o med Kenyas självständighetskamp som tema. Romanen utgavs 1967. Titeln kommer från Johannesevangeliet 12:24: "Om icke vetekornet faller i jorden och dör, så förbliver det ett ensamt korn; men om det dör, så bär det mycken frukt."

## Handling
Berättelsen tar sin början på morgonen av Uhuru-dagen, Kenyas första självständighetsdag. Enstöringen Mugo vaknar och tar sin panga med sig till sin jordplätt. Mugo anses allmänt som en hjälte i sin by, eftersom han lett en hungerstrejk under tiden han satt i brittiskt koncentrationsläger under självständighetskampen, men allt är inte vad det verkar vara på ytan. Under festligheterna senare under dagen har motståndsledaren General R tänkt avrätta Karanja, en man som agerade samarbetsman med britterna och av dem blev utsedd till byns hövding; detta eftersom alla tror att det var Karanja som förrådde motståndskämpen Kihika (som avrättades av britterna).